# Cyrtonus fairmairei
Cyrtonus fairmairei é uma espécie de artrópode pertencente à família Chrysomelidae.